# 丹後殺人迷路
『丹後殺人迷路』（たんごさつじんめいろ）は、西村京太郎の長編推理小説。1995年に新潮社から刊行された。
1997年3月24日に「月曜ドラマスペシャル」で実写化されている。

## ストーリー
ある日の深夜、十津川家に一本の電話がかかってくる。かけてきたのは平野栄、八年前に内縁の妻を殺害して十津川に逮捕された男だった。
寝ぼけ半分の十津川に、平野は「かみさんと今日会ったんだ」と告げる。
自分で殺した妻にあった…と言う頓珍漢な電話に、むっとした十津川は明日会う約束をすると電話を切った。
翌朝、その平野が惨殺死体で発見される。現場には「文殊に聞け」と言う奇妙なメッセージと謎のマークが残されており、その意味が解らず十津川は困惑する。
情報をもたらしたのは日下刑事だった。天橋立に行った際、似たマークを見た事があるのを思い出したのだ。
真相を見極めるため、二人は京都府へと向かう。
被害者の平野は所謂虚業家で、詐欺まがいの貿易会社を作ってぼろもうけをしていた男だが、浮気性の妻に業を煮やして爆殺した。
考えているうちに、一行は天橋立に到着。回旋橋を抜け、笠松公園に向かった十津川と亀井はケーブルカーに乗車する事に。
その道中…反対方向のリフトに乗る男が射殺されてしまった!!
動いているリフトに乗った人物を、一撃で射殺するその腕に驚嘆した十津川は、現場で発見されたライフルを鑑識に回して手掛かりを得ようと考える。
その結果…容疑者として浮上したのは、元自衛隊員でライフル競技の大会で優勝記録もある銃の天才、柴田敬一郎。
だが、その男は五年前に詐欺事件に巻き込まれて服役し、出所後自殺していた。
その後、十津川はまるでオリエンテーリングのごとき、次のチェックポイントが次々と提示される奇妙な殺人事件に巻き込まれてしまい…。

## 登場人物

### 警視庁捜査一課
- 十津川省三
- 亀井定雄
- 日下淳一
- 西本明

### 事件関係者
- 平野栄：詐欺師。第一の被害者
- 和田広志：元自衛隊員。第二の被害者
- 古田雅美：第三の被害者。死んだ筈の平野の元妻。
- 柴田敬一郎：射撃の名手と言われた元自衛隊員。事件の容疑者として名が挙がるが本人は…。
- 狩野重之：篤志家。柴田のパトロンだった。

## テレビドラマ

### 1997年版
『十津川警部シリーズ12・丹後殺人迷路』は、TBS系列の2時間ドラマ『月曜ドラマスペシャル』（毎週月曜日21:00 - 22:54、JST）で1997年3月24日に放送された。主演は渡瀬恒彦。
キャスト
- 十津川警部 - 渡瀬恒彦
- 亀井刑事 - 伊東四朗
- 柴田敬一郎 - 根津甚八
- 平野栄 - 松澤一之
- 狩野重之 - 市川左團次